# Ткаченко Ігор Валентинович (капітан)
І́гор Валенти́нович Ткаче́нко — підполковник Збройних сил України, учасник російсько-української війни.
У часі війни брав участь у бойових діях у складі 11-го окремого мотопіхотного батальйону «Київська Русь».

## Нагороди
За особисту мужність, сумлінне та бездоганне служіння Українському народові, зразкове виконання військового обов'язку відзначений — капітан Ігор Ткаченко нагороджений
- орденом «За мужність» III ступеня (3.11.2015).